# MacGyver (serie televisiva 2016)
MacGyver è una serie televisiva di azione-avventura statunitense, ideata da Peter M. Lenkov e interpretata da Lucas Till nel ruolo del protagonista. Trasmessa dal 23 settembre 2016 al 30 aprile 2021 sul canale CBS, si tratta di un remake dell'omonima serie televisiva ABC, andata in onda dal 1985 al 1992.
Il 17 ottobre 2016 la CBS ha ordinato un'intera stagione di 21 episodi. Il 23 marzo 2017 la serie viene rinnovata per una seconda stagione, presentata in anteprima il 29 settembre 2017. Il 18 aprile 2018 la CBS ha rinnovato la serie per una terza stagione.
Il 9 maggio 2019, è stata rinnovata per una quarta stagione. A maggio 2020, la CBS ha rinnovato la serie per una quinta stagione che è stata presentata per la prima volta il 4 dicembre 2020. Nell'aprile 2021, la CBS ha annunciato che la quinta stagione sarebbe stata l'ultima della serie. Il finale è andato quindi in onda il successivo 30 aprile. MacGyver è ambientata nello stesso universo immaginario di altre due serie, entrambe sviluppate anche da Lenkov e reboot di storiche serie televisive poliziesche: Hawaii Five-0 e Magnum P.I.. 
In Italia la serie ha debuttato in prima visione assoluta su Rai 2 il 6 giugno 2017.

## Trama
Angus "Mac" MacGyver lavora in un'organizzazione governativa statunitense segreta dove egli usa il suo straordinario talento per risolvere i problemi e la sua vasta conoscenza della scienza per salvare vite umane.

## Episodi
| Stagione         | Episodi | Prima TV USA | Prima TV Italia |
| ---------------- | ------- | ------------ | --------------- |
| Prima stagione   | 21      | 2016-2017    | 2017            |
| Seconda stagione | 23      | 2017-2018    | 2018            |
| Terza stagione   | 22      | 2018-2019    | 2019            |
| Quarta stagione  | 13      | 2020         | 2021            |
| Quinta stagione  | 15      | 2020-2021    | 2021            |

## Personaggi e interpreti

### Personaggi principali
- Angus "Mac" MacGyver (stagioni 1-5), interpretato da Lucas Till, doppiato da Emanuele Ruzza.
Angus MacGyver è un agente della Fondazione Fenice. A differenza della maggior parte degli agenti sul campo, Mac preferisce uno scontro non violento e non letale. Egli ha una serie impressionante di abilità di improvvisazione, parla almeno quattro lingue e ha una grande conoscenza della scienza. MacGyver ha frequentato l'MIT all'età di 17 anni, dopodiché ha deciso di entrare nell'esercito come esperto di smaltimento degli ordigni esplosivi. Ha lavorato al fianco del suo mentore Alfred Pena e del suo amico Charlie Robinson. In Afghanistan ha conosciuto Jack e sono diventati grandi amici. Nella quarta stagione si innamora di Desi, l'agente che ha sostituito Jack e iniziano una relazione. Nella quinta stagione scopre che Riley Davis, sua grande amica, aveva una cotta per lui e lui stesso ammette che in passato aveva provato anche esso dei sentimenti per lei. Durante una missione, vengono contaminati da un virus. Alla fine della quinta e ultima stagione Mac rischia la morte, ma riesce a sopravvivere.
- Jack Dalton (stagioni 1-3) interpretato da George Eads, doppiato da Massimo Bitossi.
Jack è stato il partner di Mac sul campo e ha avuto con lui un rapporto fraterno. Ha incontrato per la prima volta Angus, durante il servizio attivo in Afghanistan con Jack come protezione per guardargli le spalle. È stato fino alla sua morte in una task force internazionale d'élite per fermare il terrorista croato Kovac. Dopo aver lasciato la Fenice, ha incaricato una sua amica, Desi, di prendere il suo posto. Durante la missione, Kovac si è fatto saltare in aria e ha ucciso Jack, tuttavia, Kovac era in realtà un falso personaggio online di funzionari governativi croati corrotti. La Fenice ha distrutto la loro operazione vendicando la sua morte. Dopo la morte di Jack e la cattura del responsabile, Mac ha sofferto di un crollo emotivo per la perdita di una persona che considerava come un fratello.
- Patricia Thornton (stagione 1) interpretata da Sandrine Holt, doppiata da Eleonora De Angelis.
Patricia Thornton è stata la direttrice delle operazioni sul campo per la DXS e la Fondazione Fenice. La sua carriera di grande successo l'ha assicurata con il massimo rispetto nei ranghi governativi fino a quando non è stata rivelata essere la talpa conosciuta come "Crisalide" e arrestata per tradimento. Alla fine, è stata scoperta e arrestata dagli agenti che lavoravano per lei. È stata sostituita da Matilda Webber.
- Riley Davis (stagioni 1-5) interpretata da Tristin Mays, doppiata da Letizia Scifoni.
Riley Davis è un ex hacker che ora lavora come agente sul campo per la Fenice; utilizzando le sue capacità di esperta di tecnologia del team. Si è unita al team su suggerimento di Jack Dalton quando avevano bisogno di aiuto per estrarre informazioni crittografate da un computer recuperato. A quel tempo, era stata condannata a 5 anni di reclusione per aver violato il sistema informatico della NSA; ma su sollecitazione di Mac, Patricia Thornton fece rilasciare Riley alla loro custodia, dove dimostrò rapidamente il suo valore e la sua disponibilità a correre alla seconda possibilità che le veniva offerta. Dopo una missione nella quarta stagione, Riley ha iniziato a sviluppare sentimenti per Mac, ma li ha tenuti nascosti dopo che Angus è tornato con Desi. Verrà a scoprire che anche Mac provava dei sentimenti per lei in passato. Verrà contagiata con un virus insieme a Mac durante una missione.
- Wilt Bozer (stagioni 1-5) interpretato da Justin Hires, doppiato da Simone Crisari.
Wilt Bozer è un membro della Fondazione Fenice ed è amico di Angus MacGyver fin dall'infanzia. La personalità di Bozer è fatta di ambizione e cuore. All'inizio della serie, Bozer era concentrato sulla sua carriera di regista, dopo che scoprì il vero lavoro di Mac, Patricia gli offrì un lavoro in laboratorio e egli accettò. Durante la seconda stagione inizia una storia con Leanna Martin, tuttavia la relazione si interromperà al termine della terza stagione.
- Matilda "Matty" Webber (stagioni 1-5) interpretata da Meredith Eaton, doppiata da Paola Majano.
Matilda Webber è l'attuale direttore delle operazioni della Fenice ed ha lavorato per la CIA. È stato rivelato che suo marito, Ethan Reigns, è andato in missione sotto copertura nel 2010. Quando la vita di suo marito era in pericolo, lei lo ha salvato e ha scoperto che mentre era sotto copertura ha messo su famiglia. Ha divorziato da lui e lo ha aiutato a iniziare una nuova vita. È stata nominata direttrice della Fenice, dopo l'arresto del suo predecessore Patricia Thornton. Il suo primo caso è stato quello di guidare una squadra nel rintracciare uno sporco agente dell'FBI che aveva condotto atti illegali.
- Samantha Cage (stagione 2) interpretata da Isabel Lucas.
Samantha Cage viene reclutata da Matty Webber per unirsi al team dopo essere stata licenziata dalla CIA per aver intrapreso una missione non autorizzata per salvare un Navy Seal catturato. È vittima di un'imboscata di Murdoc nel suo appartamento, ma riesce ad avvisare MacGyver appena in tempo. Torna a casa in Australia per riprendersi; per visitare sua sorella che non vede da anni.
- Desiree "Desi" Nguyen (stagioni 4-5, ricorrente stagione 3) interpretata da Levy Tran.[10]
Desiree "Desi" Nguyen è una nuova recluta per la Fenice. È un'amica di Jack, come sua amica Jack gli chiede di vegliare e proteggere il team e lei accetta. Desi ha avuto un primo incontro con Mac molto imbarazzante poiché è entrata in casa sua mentre stava facendo la doccia. I due hanno imparato a lavorare insieme sul campo e hanno iniziato a sviluppare un'attrazione reciproca. Tuttavia, nella quarta stagione, è stato rivelato che si sono lasciati perché senza il loro lavoro alla Fenice, avevano poco in comune e litigavano sempre. Nel susseguirsi degli episodi hanno ripreso la loro relazione.
- Russell "Russ" Taylor (stagioni 4-5) interpretato da Henry Ian Cusick,[11] doppiato da Fabio Boccanera.
Russ Taylor è un ricco ex-agente dell'MI6 che ha usato la sua formazione e le sue abilità come mercenario; intraprendendo varie operazioni militari losche. È il nuovo capo di Mac dopo che ha acquistato la Fenice. Soffre di pareidolia, ovvero è in grado di assorbire dati e vedere connessioni e schemi che gli consentono di formulare piani e strategie. Taylor non è il tipo che pensa alla sua squadra se apparentemente si è trasformata in un nemico.

### Personaggi secondari
- Andie Lee (stagioni 1-2), interpretato da Aina Dumlao.
È l'assistente personale del direttore della Fondazione Fenice.
- Murdoc (stagioni 1-3 e 5), interpretato da David Dastmalchian, doppiato da Gianfranco Miranda.
Murdoc è un famoso assassino e mercenario internazionale a cui piace stuzzicare e schernire le sue vittime. Nonostante la sua personalità infantile, sembra essere molto intelligente. Nonostante affermi di essere uno psicopatico e di essere privo di simpatia ed empatia, Murdoc si preoccupa del benessere di suo figlio e sembra voler entrare in contatto con Angus MacGyver a causa del fatto che entrambi sono trascurati dai propri padri.
- Nikki Carpenter (stagione 1), interpretato da Tracy Spiridakos, doppiata da Francesca Manicone.
Nikki Carpenter è un agente della CIA sotto copertura. In passato, ha lavorato come analista per DXS fin quando non ha simulato la propria morte. Lei e MacGyver hanno avuto una relazione romantica per circa 2 anni. Attualmente è un analista che opera per la CIA.
- Penny Parker (stagione 1), interpretato da Bianca Malinowski.
 Ex ragazza di Mac e sua amica.
- Sarah Adler (stagione 1) interpretato da Amy Acker, doppiata da Ilaria Latini.
Agente della CIA ed ex-ragazza di Jack.
- Charlie Robinson (stagioni 1-3), interpretato da Emerson Brooks.
Charlie Robinson è stato un istruttore dell'esercito ed ex esperto di analisi delle bombe dell'FBI e tecnico dell'esercito. Mentre era nell'esercito ha incontrato Angus, durante una missione di due settimane a Kabul. Robinson lasciò l'FBI e divenne un istruttore dell'esercito. Nel finale della terza stagione tornò per aiutare la Fenice a catturare Elliot Mason e Mac è stato costretto a decidere se salvare la vita di Charlie o quelle di centinaia di persone innocenti. Charlie si sacrificò e l'ascensore in cui era bloccato precipitò nel vuoto.
- Leanna Martin (stagioni 2-3) interpretata da Reign Edwards.
Compagna di accademia di Bozer. I due si fidanzeranno e si dovranno separare per una regola dell'Accademia sulla sicurezza. I due continueranno a comunicare illegalmente, scoperti prima da Matty e poi da Riley. Si rincontrano per una missione in Francia, alla fine della quale Matty rivela a Bozer che sapeva tutto. Alla fine della stagione viene assunta alla Fenice. Nella quinta stagione scopriamo che è stata uccisa in una missione sotto copertura.
- James MacGyver (stagioni 3-4, guest star stagione 2) interpretato da Tate Donovan e doppiato da Sandro Acerbo.
James MacGyver è stato un agente segreto degli Stati Uniti e capo della Fenice. Era il padre di Mac. Il rapporto di James con suo figlio è stato molto teso,  visto che James ha lasciato suo figlio con suo nonno ed è scomparso per quasi 20 anni. Nel finale della seconda stagione si è scoperto che era il capo della Fenice e che aveva lasciato suo figlio con il nonno, per non metterlo in pericolo dai suoi numerosi nemici. Nella terza stagione, si riconcilia con suo figlio. Nella stagione successiva, durante una fuga dal Codex, ha preso una pallottola al petto per salvare Elliot Mason. Ferito gravemente, scelse di danneggiare l'edificio come distrazione per permettere a suo figlio di scappare e di conseguenza muore.
- Elliot Mason (stagione 3-5), interpretato da Peter Weller.
Elliot Mason è un ex-agente dell'FBI e agente di controspionaggio. L'intero mondo di Mason fu distrutto quando suo figlio, che stava servendo nell'esercito, morì in quella che era essenzialmente un'operazione sacrificale formulata da James MacGyver per salvaguardare suo figlio Angus. La perdita di suo figlio ha spinto Mason oltre il limite della follia e ha giurato vendetta contro i MacGyver ad ogni costo, tanto da uccidere Charlie per far capire a Angus il senso di impotenza davanti alla morte.
- Nasha (stagione 3), interpretato da Sibongile Mlambo.
Insegnante di una piccola scuola in Nigeria e fidanzata di Mac con cui si è messo insieme dopo che ha lasciato la Fenice. In un episodio della terza stagione, Mac dice a Riley che si sono lasciati.
- Scarlett (stagione 4), interpretata da Amber Skye Noyes.
Era un membro del Codex.
- Ellen MacGyver (stagione 4) interpretata da Scottie Thompson.
Ellen MacGyver ha lavorato per la DXS insieme a sua sorella e aveva creato il File 47, ma era considerato troppo estremo per il governo; il governo ne ha ordinato la chiusura e ha fatto uccidere le persone ad esso associate. È stata uccisa in un incidente d'auto. La CIA lo ha nascosto affermando che è morta di cancro. Era la moglie di James MacGyver, la madre di Angus MacGyver e la sorella di Gwend Hayes. Suo marito James MacGyver non affrontò bene la sua morte, essendo assorbito dal suo lavoro alla DXS. Alla fine se ne andò quando Mac aveva 10 anni, lasciandolo alle cure di Harry MacGyver.
- Gwendolyn "Gwen" Hayes (stagione 4) interpretata da Jeri Ryan.
Gwendolyn Hayes è stato membro di un'organizzazione chiamata "Codex". Era la sorella di Ellen MacGyver e quindi cognata di James MacGyver e zia di Angus MacGyver. L'obiettivo del Codex era avviare "File 47"; l'attivazione di disastri ingegneristici in tutto il mondo per innescare una reazione a catena, con conseguente collasso completo della civiltà umana in modo che possa essere ricostruita. Nel finale della quarta stagione, si sacrifica per far scappare suo nipote Angus e muore.

### Guest star
- Anya Vitez (stagione 5), interpretata da Bojana Novaković.
È il capo dell'unità antiterrorismo dell'Interpol. In realtà era una terrorista che operava sotto lo pseudonimo di Tiberius Kovac.
- Frankie Mallory (guest stagioni 1-5) interpretata da Aly Michalka.
 Frankie Mallory è un'amica di Mac. Si sono conosciuti all'MIT.

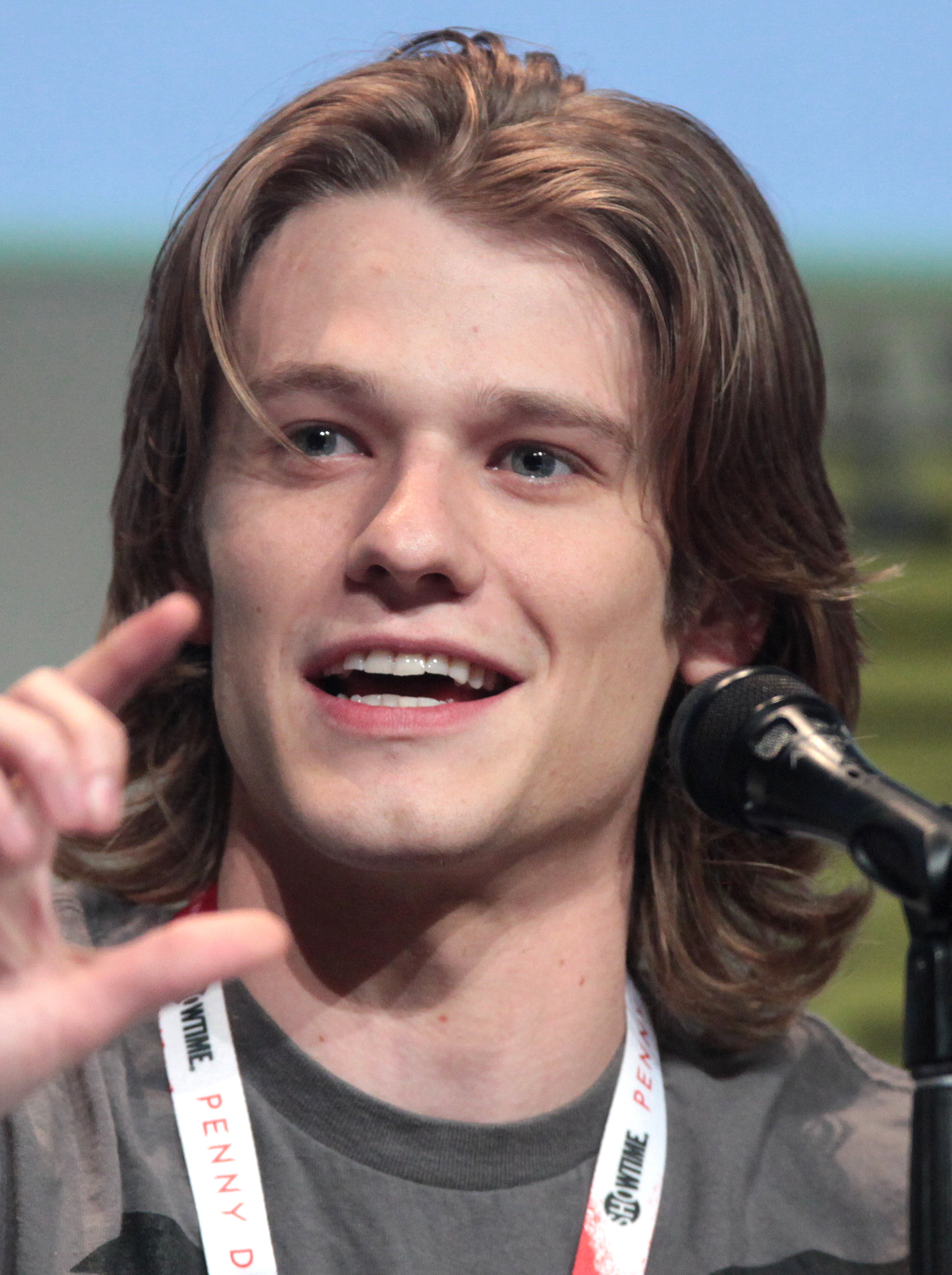
Lucas Till interpreta Angus Macgyver

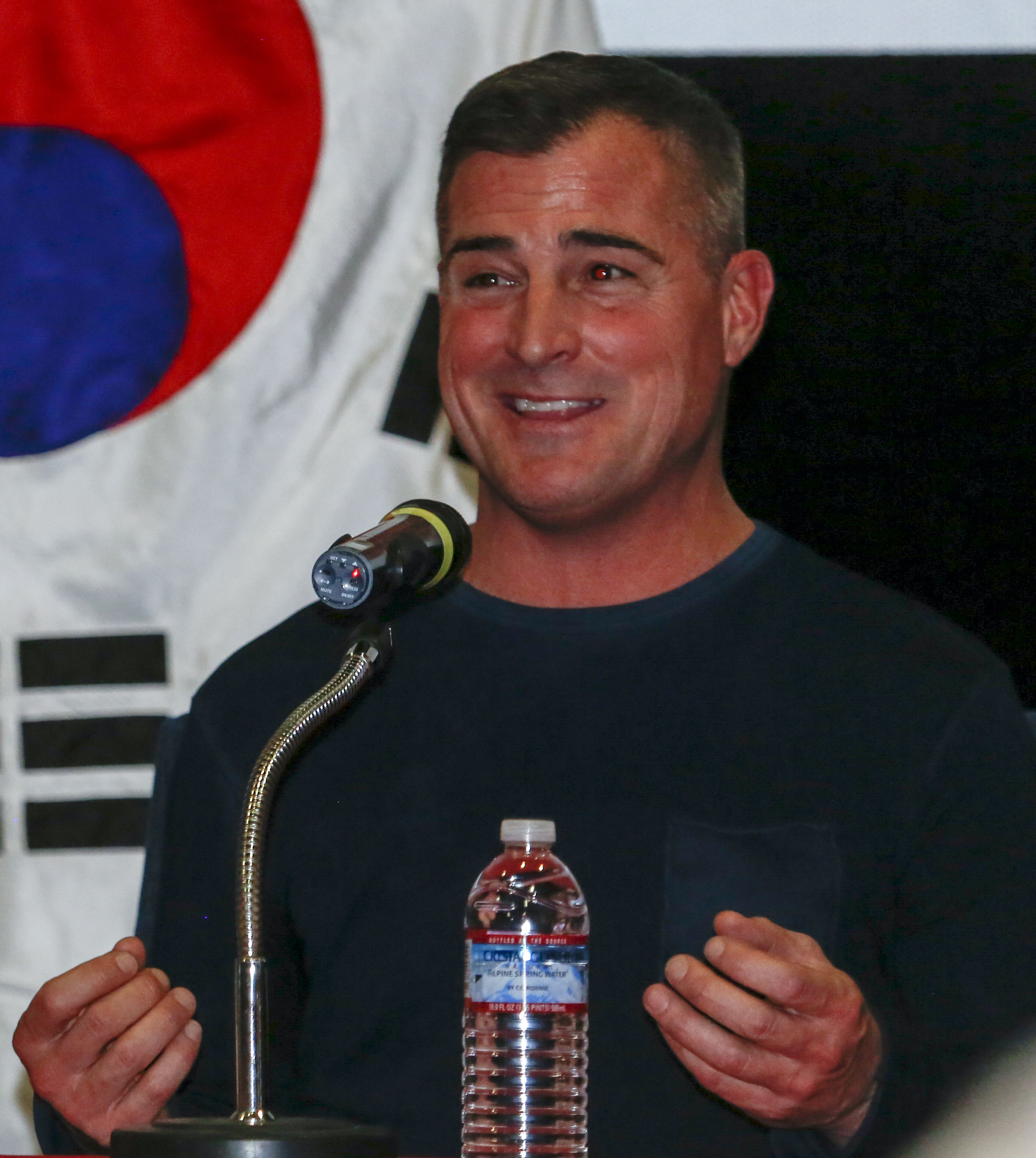
George Eads interpreta Jack Dalton

## Curiosità
- Peter Thornton che nella serie originale è interpretato da Dana Elcar diventa un personaggio femminile cambiando il nome in Patricia Thornton ed è interpretata da Sandrine Holt.
- Il protagonista è molto più giovane rispetto alla serie originale, infatti Richard Dean Anderson ha iniziato ad interpretare MacGyver all'età di 35 anni, mentre Lucas Till ha cominciato a soli 26 anni.
- Nella serie originale, il nome Angus viene reso noto solo nell'ultima stagione, mentre in questa versione si scopre già dal primo episodio, nella sua presentazione.
- Quello che nella serie originale era Jack Dalton ricompare nell'episodio 11 “Sotto Accusa” della seconda stagione come detective della polizia. L'attore che lo interpreta è sempre Bruce McGill.
- Nel quindicesimo episodio della seconda stagione compare l'attore che interpretava Murdoc nella serie originale, ovvero Michael Des Barres. In questa puntata Des Barres interpreta l'anziano mentore di Murdoc.
- Uno dei produttori esecutivi dello show è Henry Winkler (il Fonzie di Happy Days), che produsse anche la serie originale.
- Nell'episodio 6 della 18ª stagione di N.C.I.S l'agente Torres nomina MacGyver quando si trova rinchiuso in una cella con la collega Bishop.

## Crossover
Il 9 febbraio 2017 CBS ha annunciato un crossover tra le serie MacGyver e Hawaii Five-0 in un episodio speciale chiamato "Flashlight" e trasmesso il 10 marzo 2017.